# 꼭두각시놀음

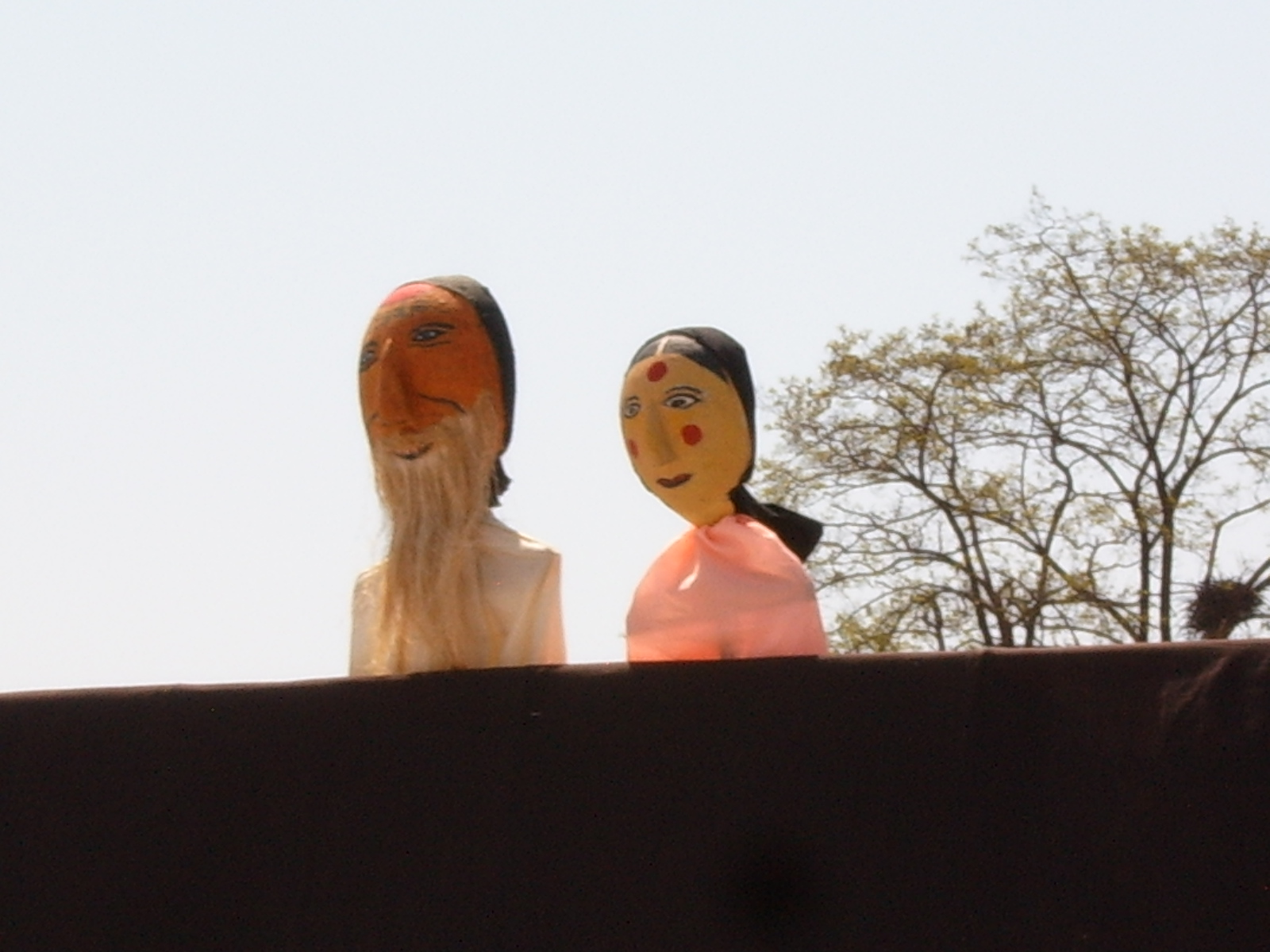
꼭두각시놀음

꼭두각시놀음 또는 덜미는 한국에서 이어져 내려고 있는 전통 인형극의 하나이다.
한국 민속인형극으로 그 내용이나 규모에 짜임새가 있는 것으로는 남사당놀이(풍물)·버나(대접돌리기)·살판(땅재주)·어름(줄타기)·덧보기(탈놀이)·덜미(꼭두각시놀음) 중 여섯번째 순서인 덜미가 꼭두각시놀음이란 이름으로 발굴·채록되어 있다.

## 어원
그 명칭에 있어, '꼭두 박첨지놀음(이)' 외에 '박첨지놀음(이)', '홍동지놀음(이)', '꼭두 박첨지놀음(이)' 등으로도 불리고 있으나, 실제 연희자들 사이에선 그보다는 '덜미'로 통하고 있다. 간혹 고로(古老)들 중에서도 '꼭두각시놀음 잘 한다'는 것을 '덜미 잘 팬다'로 표현하고 있음을 자주 공연장소에서 듣게 된다. 남사당패 출신 연희자들에 의하면 '덜미'란 '목덜미를 잡고 논다'는 데서 비롯되었다고 한다. 혹자는 '덜미'란 남사당패의 변(은어)으로서 머리(頭)의 표현이 아니냐 하지만 그들의 변으로 머리는 '석글통'이고, 머리(髮)는 '석글'이며, 모가지는 '석글대'이고 보면 변은 아닌 것으로 보인다. 실제 연희자들 사이에서도 '덜미' 다음으로 많이 사용되는 것이 '꼭두'이다. '꼭두패' '꼭두 박첨지' '꼭두잡이' 등이 그것이다. '꼭두각시'란 위의 '꼭두'에 '각시'가 붙은 합성어로서 앞서 말한 기존의 토착적 '각시'놀음에 밖에서 들어온 '꼭두'가 합세한 것으로 보는 데 단서가 되어 준다. 한국의 인형극이 문헌에 나타날 때 대부분 '꼭두'와 관련된 명칭으로 표현되어 왔고 또 이에 근거한 기록이 계속되어 온 것을 볼 때 그 어원적 고찰은 그 유래를 가늠하는 데까지 중요한 시사를 줄 수 있는 것이다.

## 내용과 무대
꼭두각시놀음의 내용과 놀이판(무대)을 알고자 할 때는 먼저 동양의 공통된 인형극의 양식에 대한 이해가 있어야 한다. 그 내용은 어느 특정한 작가에 의한 것이 아니라 오랫동안 민중의 염원과 의지가 함축된 것이다. 따라서 다분히 민중 취향의 민중에 의한 것을 내용으로 다루고 있다. 상반(常班)의 중간 출신인 박첨지를 내세워 민중의 의지를 자유롭게 표현하고 있는 점도 이 놀이가 보이는 하나의 극술이다.
그 내용상의 특징을 정리하면 다음과 같다.
1. 가부장적 봉건가족제도를 박첨지 일가를 들어 비판했다.
2. '이심이'를 통해 민중과는 대립적 대상들을 희화적으로 분쇄함으로써 오히려 적극성을 기하고 있다.
3. 봉건지배층을 매도(罵倒)함에 있어 벌거벗은 '홍동지'를 등장시켜 소기의 목적을 달성하고, 또 '우스갯거리'로도 보이게 하여, 그에 따를 역공세를 상쇄시키고 있다.
4. 끝거리에서 절을 짓고 축원을 올려 불교에의 귀의를 나타내지만, 결국은 다시 헐어버림으로써 역시 외래 종교를 부정·극복하고 있다. 그러나 다른 모든 우리의 민속놀이에서 보이는 것처럼 변질·왜곡된 후기적 현상이기는 해도, 저항이라는 명목을 통한 자기학대 내지는 자음적(自淫的) 요소가 완전히 배제되지는 못하고 있다.

한국의 민속인형극은 그 놀이판(무대)에 있어서 중국·일본 그 밖의 동남아 여러 나라의 인형극들과 극형식에 유사한 점이 많다. 따라서 그 놀이판에 있어도 비슷한 점을 많이 발견할 수 있다. 그러나 한국 민속인형극은 이와 같은 유사성을 취하고 있으면서도 독창적인 양식을 가지고 있음을 간과해서는 안 될 것이다.

### 내용
한국 전통극에서 쓰이는 용어로 '마당'과 '거리'라는 것이 있다. '놀이판'에서의 '놀이(음)'는 '굿(劇)'이라는 뜻으로도 표현되며, 하나의 '굿'은 몇 개의 '마당'으로 구성되고, '마당' 속에는 이것을 이루는 '거리'가 존재한다. 다음에 2마당 7거리로 짜여진 줄거리를 소개한다.

#### 박첨지마당
박첨지(朴僉知) 유람(遊覽)거리
박첨지가 팔도강산을 유람하던 중 꼭두패의 놀이판에 끼여들어 구경한 이야기와 <유람가> 등을 부른다.
피조리거리
박첨지의 조카딸들이 뒷절 상좌중과 놀아나다가 갑자기 나타난 홍동지에게 쫓겨 나간다. 홍동지도 뒤따라 퇴장하면, 박첨지 다시 나와 조카딸들이 잘 놀던가를 산받이에게 묻자, 홍동지가 나타나 쫓겨 들어갔다고 하면 괘씸한 놈이라며 잠시 들어가 혼내주고 나온다.
꼭두각시거리
산받이에게 자기 큰마누라 꼭두각시의 행방을 묻고 노래를 부르자 꼭두각시가 나타나 보괄타령(영남타령)을 주고 받으며 즐긴다. 표 생원가 그동안 혼자 살기가 어려워 작은 마누라(돌모리집)를 얻었다면서 상면을 시키자 두 여자의 싸움판이 벌어진다. 하는 수 없이 살림을 나눠주는데 돌모리집에게만 후하자 꼭두각시는 금강산으로 중이 되러 가겠다면서 퇴장, 표 생원은 오히려 잘 됐다는 듯 돌모리집을 얼싸안고 퇴장한다. 다시 나온 표 생원이 이번에는 울면서 꼭두각시를 찾자 산받이가 왜 우느냐 묻는다. 너무 시원해서 운다고 하며, 들어갔다 나오마고 퇴장.
이심이거리
박첨지가 나와 중국에서 날라온 '청노새'가 우리 땅은 풍년들고 저희 땅은 흉년들어 양식 됫박이나 축내러 나왔다고 알리며 퇴장한다. 한편 구석에서 '이심이'가 나타나 청노새를 비롯하여 박첨지 손자, 피조리 작은 박첨지, 꼭두각시, 홍백가, 영노, 표생원, 동방석이, 묵대사 등의 순서로 나오는 족족 잡아 먹는다. 박첨지가 나와 산받이에게 앞서 나온 자들의 행방을 묻자 '이심이'의 소행임을 알려준다. 쫓아간 박첨지도 '이심이'에게 물리고 만다. 이때 홍동지 등장으로 박첨지는 살아나고 홍동지는 '이심이'를 팔아 옷을 해 입어야겠다며 퇴장한다. 다시 나온 박첨지는 자기가 살아난 것은 홍동지의 덕이 아니고 자기의 명에 의한 것이라며 '이심이'를 팔아 부자가 됐을 홍동지를 찾아내겠다며 퇴장한다.

#### 평안감사마당
매사냥거리
박첨지가 나와 평안감사의 출동을 알리고 퇴장하면 평안감사가 나타나, 박첨지를 불러 잘못함을 꾸짖고, 매사냥할 몰이꾼을 대라고 하자 홍동지를 불러 매사냥을 한다. 꿩을 잡은 평안감사가 박첨지에게 꿩을 팔아오라 하며 떠나면 모두 따라서 퇴장한다.
상여거리
다시 박첨지가 나오고 매사냥에서 돌아가던 평안감사가 황주 동설령 고개에서 낮잠을 자다가 개미에게 불알 땡금줄을 물려 죽어버려 이번에는 상여가 나온다면서 들어간다. 상여가 등장하고, 다시 나온 박첨지가 상여 곁에 붙어 대성통곡을 하자. 산받이가 누구 상여인데 그렇게 슬피우느냐고 물으면, '어쩐지 아무리 울어도 싱겁더라'며 익살을 부린다. 상주가 박첨지에게 길이 험하여 상도꾼들이 모두 다리를 다쳤으니 상도꾼을 대라 한다. 산받이가 홍동지를 부르자 벌거벗고 나와 상주에게 온갖 모욕을 주고 상여를 밀고 나간다. ⑶ 절짓고 허는 거리－박첨지가 다시 나와, 이제는 아무 걱정 없다면서 명당을 잡아 절을 짓겠음을 알리고 들어가면 상좌 중 둘이 나와서 조립식 법당을 한 채 짓고는 다시 그것을 완전히 헐어버리고 들어간다. 이상 2마당 7거리를 노는 데 소요되는 시간은 2시간 내외로 규모가 큰 인형놀이라고 하겠다.

### 무대
덜미(꼭두각시놀음)의 놀이판(舞臺)을 연희자들은 그대로 포장(布帳)이라 부르고 있다.
3m 안팎의 평방에 네 기둥을 세우고 1m 20cm정도의 높이 위에 인형이 나와서 노는 가로 2m 50cm 내외, 세로 70cm 정도의 무대면만 남겨놓고 사방을 모두 포장으로 둘러친 공중무대(空中舞臺)이다. 이 무대면이 되는 공간을 통하여 주조종자(主操縱者)인 '대잡이'가 중심이 되어 양옆에 '대잡이 손(補)'을 거느리고 인형을 놀리는 것이다. 무대면 밖에 약간 비스듬한 자리(좌우는 꼭 정해있지 않은 듯 때에 따라 바뀌고 있다)에 인형과의 대화자인 받는 소리꾼 '산받이'와 '잽이(樂士)'들이 관중석과 거의 분리되지 않은 채 무대면을 보고 앉아 놀이를 진행시킨다.
조명은 '관솔불'이나 '기름방망이불'을 사용, 무대면의 양 옆에서 비춰, 특히 인형이 나오는 공간부분(空間部分)만을 밝게 해준다. 옛날에는 흰색의 포장을 치고 놀았다는 기록이 있으나 지금은 주로 검은색 포장을 치고 있다.

## 배역
'덜미'에 등장하는 인물·동물(상징적인 동물 포함)의 내역은 다음과 같은데, 이는 구술자(口述者)가 다른 채록본마다 약간씩 달리 나타나고 있다.

### 인형
인형극에 등장하는 인형은 다음과 같다.
1. 박첨지(노인, 주역이자 극 진행상 해설자를 겸함)
2. 꼭두각시(박첨지의 본마누라)
3. 홍동지(박첨지의 조카, 벌거벗은 힘꾼)
4. 덜머리집(박첨지의 첩)
5. 피조리(박첨지의 조카딸) 2인
6. 상좌(파계한 암자의 승려) 2인 (7) 홍백가(붉고 흰 두 얼굴을 가진 남자)
7. 표생원(시골양반)
8. 묵대사(도에 이른 고승)
9. 영노(무엇이나 먹겠다는 걸신들린 요귀)
10. 귀팔이(뜯기다 못하여 귀까지 너풀대는 백성의 하나)
11. 평안감사(권력의 상징으로 내세운 탐관)
12. 작은 박첨지(박첨지의 동생)
13. 박첨지 손자(저능아) 3인
14. 상주(평안감사의 아들)
15. 동방석이(삼천갑자를 살았다는 동방삭)
16. 잡탈(마을사람, 남자들) 3인
17. 사령(평안감사의 매사냥 장면과 상여장면에 나오는 관속) 3인
18. 상도꾼(평안감사의 상여를 멘 사람) 12인

### 동물
인형극에 등장하는 동물은 다음과 같다.
1. 이심이(이무기：뱀도 용도 아닌 상상적 동물)
2. 매(평안감사의 매사냥 장면에 나옴)
3. 꿩(평안감사의 매사냥 장면에 나옴)
4. 청노새(곡식을 축내려고 중국에서 날아온 해조)

## 소도구
인형극에 등장하는 소도구는 다음과 같다.
1. 절(조립식 법당)
2. 부처(법당 안에 안치한 불상)
3. 상여(호화스러운 조립식 상여)
4. 명정(銘旌, 상여 장면에서)
5. 만사(輓詞, 상여 장면에서)
6. 요령(搖鈴, 상여 장면에서)
7. 영기(令旗, 매사냥 장면에서 사령이 들고 나옴) 2개
8. 부채(접는 큰 부채)

## 음악과 무용
덜미(꼭두각시놀음)가 무용악극의 성격을 가지고 있음은 주지의 사실이다. 풍물 장단의 반주 음악에 주로 상체의 동작에 의존하는 음악(춤사위)은 풍물놀이에서의 무동(舞童)춤과 흡사하다. 또한 가창(歌唱)과 잡가(雜歌)가 극중에 자주 나오는데, 경우에 따라서 더 늘기도 하고 줄기도 한다. 덜미(꼭두각시놀음)의 춤사위는 대잡이가 거의 하고 있다.

### 음악
덜미에 동원되는 악기는 풍물에 쓰이는 사물(四物：꽹과리·북·장고·징)과 날라리(때론 피리가 쓰이기도 함) 각 한 개씩이다. 본 놀이의 앞, 뒤에 잠시 완전히 갖춘 풍물을 울리는 외에는 주로 위의 네 가지 악기를 사용한다.
한 가지 주목할 것은 불문율처럼 '산받이'가 장고를 잡는데, 이 '장고잽이'가 반주음악의 앞을 끄는 것이다. 보통 풍물에서는 꽹과리가 앞을 끄는 것인데 여기서는 장고가 상쇠노릇을 하고 있음은 재담을 주고 받는 극 진행상에 있어 재담 전달에 방해됨이 없이 신호를 주는 데 적합하기 때문인 것 같다. 날라리나 피리는 주로 춤장단을 칠 때 유일한 관악기로 등장하는 것이다. 장고의 '엇가락'과 '잔가락'이 그때그때 재담이 주는 극적 분위기를 돕고 있으며 꽹과리가 맺고 끊는 상황의 음향효과까지 겸하고 있다.
반주가락은 '염불' '타령' '굿거리' 등이며, 가창(歌唱)으로는 서곡에 해당하는 뜻을 알 수 없는 '떼이루 떼이루 띠아라따…'와 구음 무곡(口吟舞曲)인 '나이니 나이니 나이니나…'가 박첨지의 춤장단으로 나타난다. 그 밖에 <팔도강산(八道江山) 유람가(遊覽歌)>, 상좌와 피조리의 춤장단인 구음 무곡 <나니네 나이네…>, 박첨지와 꼭두각시가 만나는 장면에서 <보괄타령> <세간을 놓는다> 묵대사의 <회심가(回心歌)> <매사냥 소리> <상여소리> <장타령> <절 짓는 소리> <절 허는 소리> 등이 있다. 이 외에도 꼭두각시, 피조리, 홍백가 등의 잡가(雜歌)와 동박석이, 묵대사의 염불·시조(時調)가 있는데 이것은 그때그때 흥에 따라서 생각나는 대로 선택하여 부른다.

### 무용
인형의 동작 부위가 거의 양손뿐이어서, 양손을 올렸다 내리며 상반신을 흔드는 것으로 이것은 풍물놀이에서의 상체만으로 추는 무동(舞童)춤과 비슷하다. 덜미 인형 중에 그 구조가 특이한 상좌 2인만이 포대괴뢰(布袋傀儡)여서 목·양손·허리까지를 움직여 '굿거리' 장단의 유연한 춤을 보여준다. 춤 장단은 주로 굿거리이다.

## 연희조종자
덜미에서 포장 안에서 직접 인형을 조종하는 '대잡이'를 비롯하여 좌우의 '대잡이 손'과 이들과 대화하는 '산받이' 및 '잽이(樂士)'들이 연희조종자이다. 이제까지의 문헌들을 보면 '대잡이'나 '산받이'라는 용어가 나와 있지 않고, 또 '채록연희본'들을 보더라도 '산받이'에 대하여는 전연 언급되지 않고 있는 실정이다. 1964년 '덜미'가 '꼭두각시놀음'이란 명칭으로 문화공보부 문화재관리국에 의해 국가무형문화재 제3호로 지정된 이래, 이 놀이의 전수자(傳授者)로 기능을 익히고 있는 사람들이 나타났다.

### 산받이
실제 인형의 조종자는 아니지만 포장 밖에서 모든 인형의 대화자로 존재하는 연희조종자. 산받이는 판소리에서의 '잽이(鼓手)'와 아주 유사한 것으로 전체의 연출에까지 관여하고 있다. '남사당놀이' 중에 '어름(줄타기)'의 줄꾼을 '어름 산이'로 부르는 예도 있어 '산받이'의 '산'은 '산이'의 준말로 해석된다. 1964년 '덜미'가 '꼭두각시놀음'이란 명칭으로 국가무형문화재 제3호로 지정될 당시 산받이의 기능보유자로는 양도일(梁道一)이 있었다. 기능보유자로 지정되지는 않았지만 1969년 신병으로 별세한 최성구(崔聖九)가 특출했다. 현재 문화재관리국의 지정으로 기능을 익히고 있는 산받이로는 박용태(朴龍泰)가 있다.

### 대잡이
포장 안에서 덜미의 대(杖)를 잡고 직접 인형을 조정하는 사람. 1964년 '덜미'가 '꼭두각시놀음'이란 명칭으로 국가무형문화재 제3호로 지정될 때 대잡이의 연희기능보유자로 남형우(南亨祐)가 지정받았다. 그 후 기능보유자로 지정되지는 않았지만 새로 나타난 대잡이로 최은창(崔殷昌)·김재원(金在元) 등이 있다.

### 음악
꼭두각시놀음의 음악으로는 꽹과리·북·장고·징 등 사물과 날라리들이 쓰이는데, 음악 부분의 기능보유자로는 날라리의 송창선(宋昌善)이 있다.

## 채록본
다음에 지금까지의 덜미 채록본을 발표 순서대로 소개하면 다음과 같다.
1. 김재철(金在喆) 채록본－전광식(全光植)·박영하(朴永夏) 구술(<조선연극사> 所收).
2. 최상수(崔常壽) 채록본 ①－노득필(盧得弼) 구술(<민속학보> 2집 所收).
3. 최상수(崔常壽) 채록본 ②－남운용(본명 南亨祐) 구술(<민속학보> 2집 所收).
4. 박헌봉(朴憲鳳)·이두현(李杜鉉) 채록본－남운용(본명 南亨祐) 구술(국가무형문화재 조사보고서 所收).
5. 심우성(沈雨晟) 채록본－남형우(南亨祐)·양도일(梁道一) 구술(국가무형문화재 조사보고서 <男寺黨> 所收).
6. 이두현(李杜鉉) 채록본－남형우 구술(<한국가면극> 所收).
7. 심우성(沈雨晟) 채록본－남형우·양도일·최성구 구술(<창작과 비평> 1972년 겨울호 所收).

위의 다섯 사람에 의하여 7종의 채록 연희본이 발표된 셈인데, 구술자가 다른 것은 <전광식·박영하 구술> <노득필 구술> <남형우·양도일·최성구 구술>의 3본으로 좁혀진다. 그러나 이제까지의 채록본들은 그 어느 것이나 대사본(臺詞本)에 그치고 있음이 흠이라 하겠다.

## 같이 보기
- 탈춤
- 남사당놀이

## 참고 자료
- 이 문서에는 다음커뮤니케이션(현 카카오)에서 GFDL 또는 CC-SA 라이선스로 배포한 글로벌 세계대백과사전의 내용을 기초로 작성된 글이 포함되어 있습니다.